# Mornay-Berry
Mornay-Berry és un municipi francès, situat al departament de Cher i a la regió de Centre – Vall del Loira. L'any 2007 tenia 201 habitants.

## Demografia

### Població
El 2007 la població de fet de Mornay-Berry era de 201 persones. Hi havia 83 famílies, de les quals 26 eren unipersonals (11 homes vivint sols i 15 dones vivint soles), 34 parelles sense fills i 23 parelles amb fills.
La població ha evolucionat segons el següent gràfic:
Habitants censats

### Habitatges
El 2007 hi havia 148 habitatges, 92 eren l'habitatge principal de la família, 40 eren segones residències i 16 estaven desocupats. 144 eren cases i 1 era un apartament. Dels 92 habitatges principals, 77 estaven ocupats pels seus propietaris, 11 estaven llogats i ocupats pels llogaters i 4 estaven cedits a títol gratuït; 7 tenien dues cambres, 20 en tenien tres, 25 en tenien quatre i 41 en tenien cinc o més. 59 habitatges disposaven pel capbaix d'una plaça de pàrquing. A 44 habitatges hi havia un automòbil i a 35 n'hi havia dos o més.

### Piràmide de població
La piràmide de població per edats i sexe el 2009 era:
| Homes | Edats   | Dones |
| ----- | ------- | ----- |
| 0     | 95 o +  | 0     |
| 0     | 90 a 94 | 0     |
| 12    | 85 a 89 | 0     |
| 0     | 80 a 84 | 8     |
| 0     | 75 a 79 | 8     |
| 0     | 70 a 74 | 8     |
| 8     | 65 a 69 | 4     |
| 8     | 60 a 64 | 0     |
| 0     | 55 a 59 | 16    |
| 8     | 50 a 54 | 8     |
| 12    | 45 a 49 | 8     |
| 4     | 40 a 44 | 0     |
| 4     | 35 a 39 | 4     |
| 12    | 30 a 34 | 0     |
| 0     | 25 a 29 | 4     |
| 0     | 20 a 24 | 4     |
| 8     | 15 a 19 | 0     |
| 0     | 10 a 14 | 0     |
| 4     | 5 a 9   | 0     |
| 4     | 0 a 4   | 4     |

## Economia
El 2007 la població en edat de treballar era de 117 persones, 73 eren actives i 44 eren inactives. De les 73 persones actives 63 estaven ocupades (37 homes i 26 dones) i 11 estaven aturades (5 homes i 6 dones). De les 44 persones inactives 27 estaven jubilades, 5 estaven estudiant i 12 estaven classificades com a «altres inactius».

### Ingressos
El 2009 a Mornay-Berry hi havia 89 unitats fiscals que integraven 204 persones, la mediana anual d'ingressos fiscals per persona era de 15.846 €.

### Activitats econòmiques
Dels 12 establiments que hi havia el 2007, 1 era d'una empresa alimentària, 1 d'una empresa de fabricació d'altres productes industrials, 6 d'empreses de construcció, 1 d'una empresa financera i 3 d'empreses de serveis.
Dels 5 establiments de servei als particulars que hi havia el 2009, 4 eren paletes i 1 lampisteria.
L'any 2000 a Mornay-Berry hi havia 4 explotacions agrícoles.

## Poblacions properes
El següent diagrama mostra les poblacions més properes.